# Anomoepus

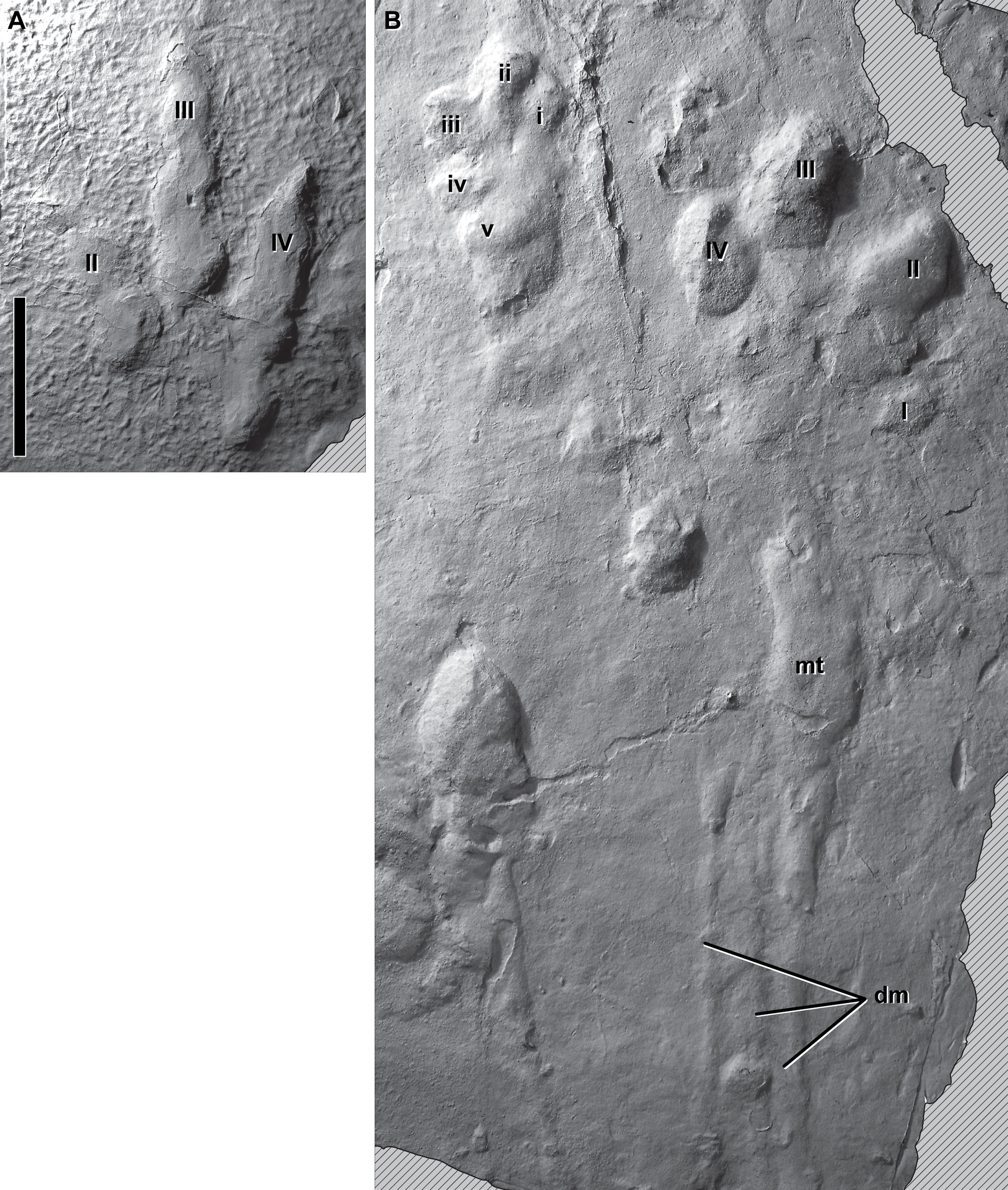
anomoepus

Anomoepus je vědecké jméno, přisouzené tříprstým stopám neznámého ptakopánvého dinosaura. Zřejmě šlo o menšího ornitopoda či několik různých rodů, žijících na přelomu svrchního triasu a spodní jury (asi před 210 až 190 miliony let).

## Historie a význam
Poprvé byly stopy anomépa objeveny již v roce 1802 v americkém státě Massachusetts. V roce 1848 je popsal přírodovědec Edward Hitchcock, který je nesprávně identifikoval jako stopy velkých pravěkých ptáků. Později se však ukázalo, že jde skutečně o stopy neptačích dinosaurů. Dnes je ichnotaxon Anomoepus znám podle asi 26 různých druhů a nálezy tohoto typu jsou známé téměř z celého světa. V roce 2011 byl objev stop tohoto typu ohlášen také z Česku (stopa na pískovcové desce z lokality U Devíti Křížů v bohdašínském souvrství). Již dříve byla z našeho území popsána také stopa malého teropoda, možná ichnorod Eubrontes. Také na Slovensku byl objeven tento ichnotaxon, a to v sedimentech geologického souvrství Tomanová.
Ve 30. letech 20. století byly ichnofosilie tohoto taxonu poprvé veřejně vystaveny, a to v muzeu Fruita v Coloradu.
V roce 2020 byl potvrzen výskyt fosilních stop raně jurských ptakopánvých dinosaurů, označených jako Anomoepus sp., také na území Austrálie. Další ichnofosilie řazené k tomuto ichnorodu byly objeveny na mnoha místech východní Asie.

## Asociace s petroglyfy
Zajímavý nález tohoto ichnotaxonu (ovšem v rámci ichnotaxonu Moyenisauropus karaszevskii) pochází z polských Svatokřížských hor. Zde byla tato tříprstá stopa objevena v přímé asociaci s petroglyfy (skalními rytinami) dávných civilizací, které zde možná stopu oslavovaly, snažily se ji interpretovat a vytvořily představu o jejích původcích.

## Ichnospécie
- A. scambus Hitchcock, 1848
- A. ranivorus Ellenberger, 1970
- A. vermivorous (Ellenberger, 1970)
- A. minimus (Ellenberger, 1970)
- A. minor (Ellenberger, 1970)
- A. palmipes (Ellenberger, 1970)
- A. natator (Ellenberger, 1970)
- A. aviforma (Ellenberger, 1970)
- A. galliforma (Ellenberger, 1970)
- A. superaviforma (Ellenberger, 1970)
- A. phalassianiforma (Ellenberger, 1970)
- A. levis (Ellenberger, 1970)
- A. popompoi (Ellenberger, 1970)
- A. supervipes (Ellenberger, 1970)
- A. fringilla (Ellenberger, 1974)
- A. turda (Ellenberger, 1974)
- A. minutus (Ellenberger, 1974)
- A. perdiciforma (Ellenberger, 1974)
- A. natatilis (Ellenberger, 1974)
- A. levicauda (Ellenberger, 1974)
- A. dodai (Ellenberger, 1974)
- A. longicauda (Ellenberger, 1974)
- A. moghrebensis Biron & Dutuit, 1981
- A. pienkovskii Gierliński, 1991
- A. karaszevskii (Gierliński, 1991)
- A. moabensis (M. G. Lockley, S. Y. Yang, M. Matsukawa, F. Fleming & S.K. Lim, 1992)